# Lagoa de Cima

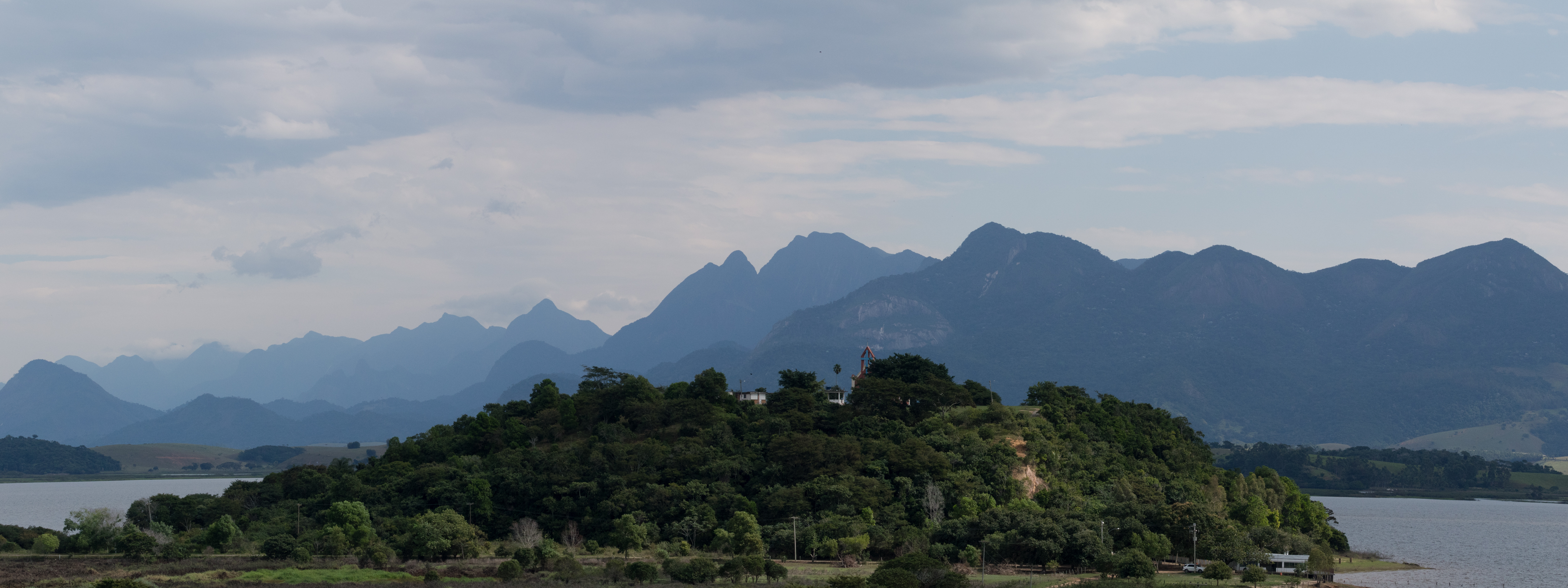
Panorama da Lagoa de Cima + Parque Estadual do Desengano ao fundo.

A Lagoa de Cima situa-se no município de Campos dos Goytacazes no Norte Fluminense do estado do Rio de Janeiro. A Lagoa de Cima é um atrativo para muitos campistas. Localiza-se a 28 km de distância do centro da cidade de Campos dos Goytacazes e o acesso à Lagoa de Cima é feito pela RJ-158 (Campos-São Fidélis), na altura da localidade de Santa Cruz; ou pela BR-101 (Campos-Rio de Janeiro), em Ibitioca. Ao redor da lagoa estão localizados pequenos bares e quiosques, muitos ciclistas se aventuram indo para lá. Em sua orla existe o Yatch Club Lagoa de Cima dedicado aos esportes naúticos
A Lagoa de Cima tem o Rio do Imbé como sendo o seu principal formador. Já o Rio Ururaí é o escoador natural de suas águas que, através dele, alcançam a Lagoa Feia.

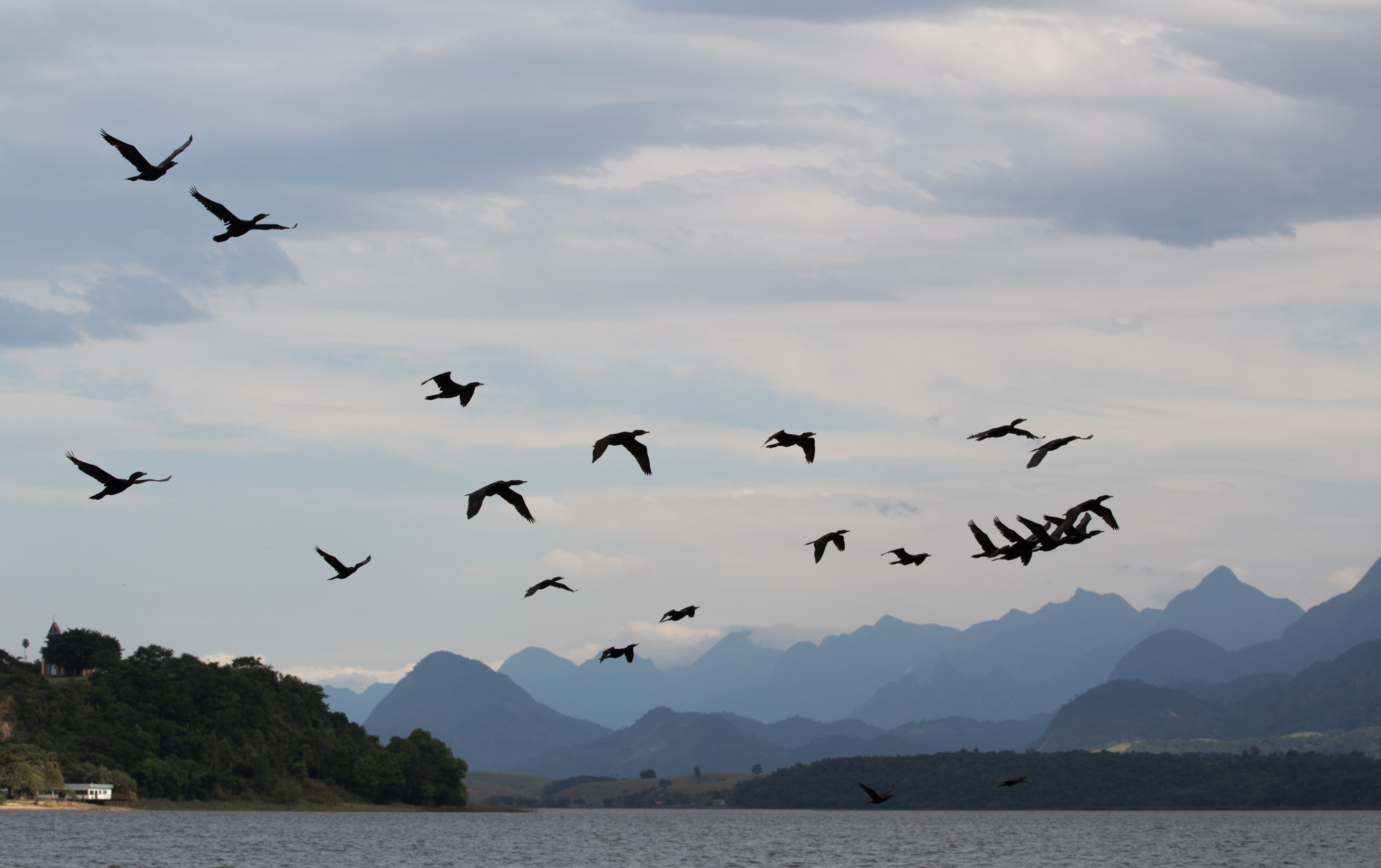
Bando de Biguá na Lagoa de Cima e ao fundo o Parque Estadual do Desengano.

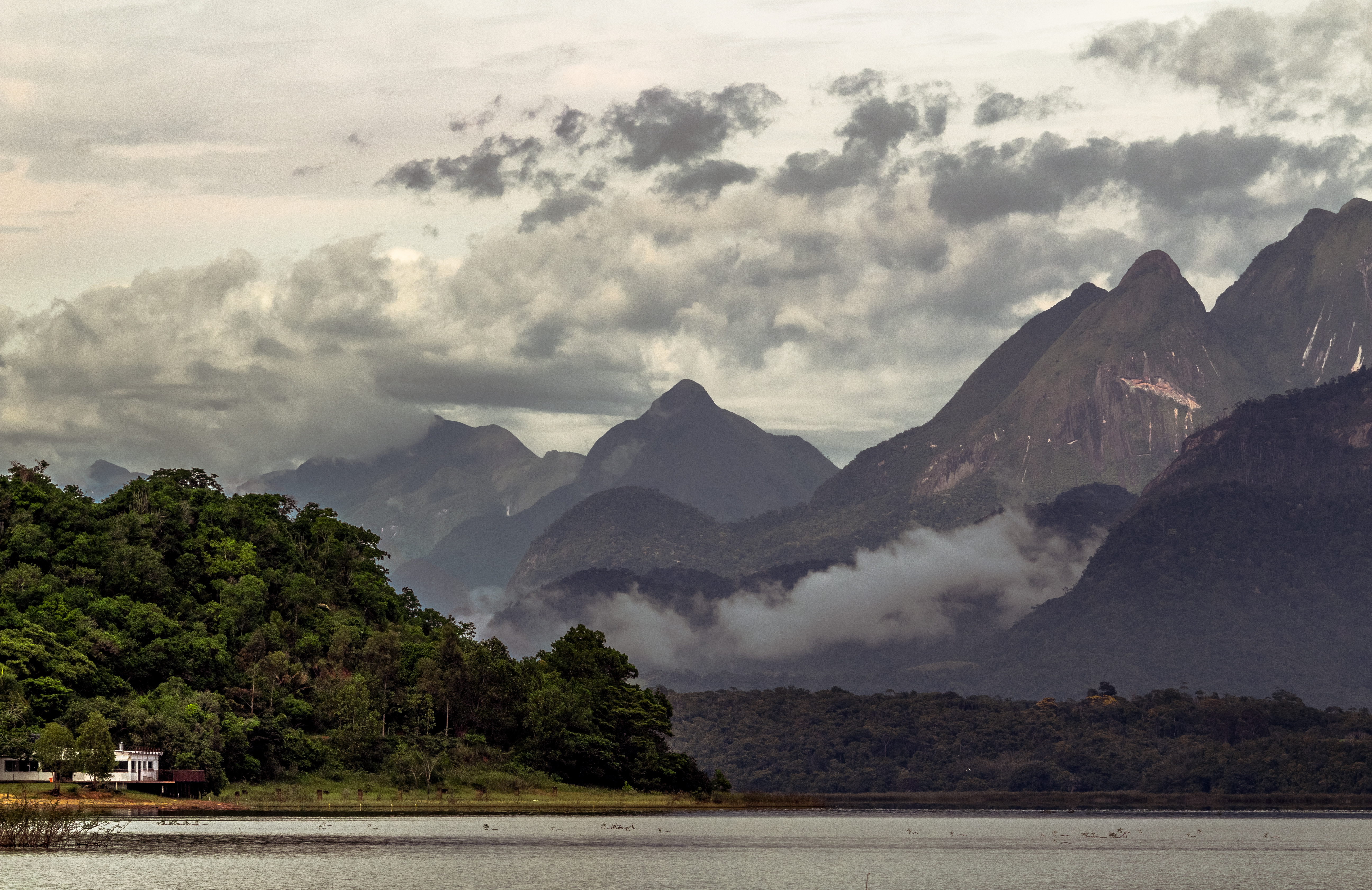
Lagoa de Cima situada no município de Campos dos Goytacazes. Ao fundo temos as Serras das 5 pontas que pertence ao Parque Estadual do Desengano. O acesso a essa paisagem é via Ibitioca

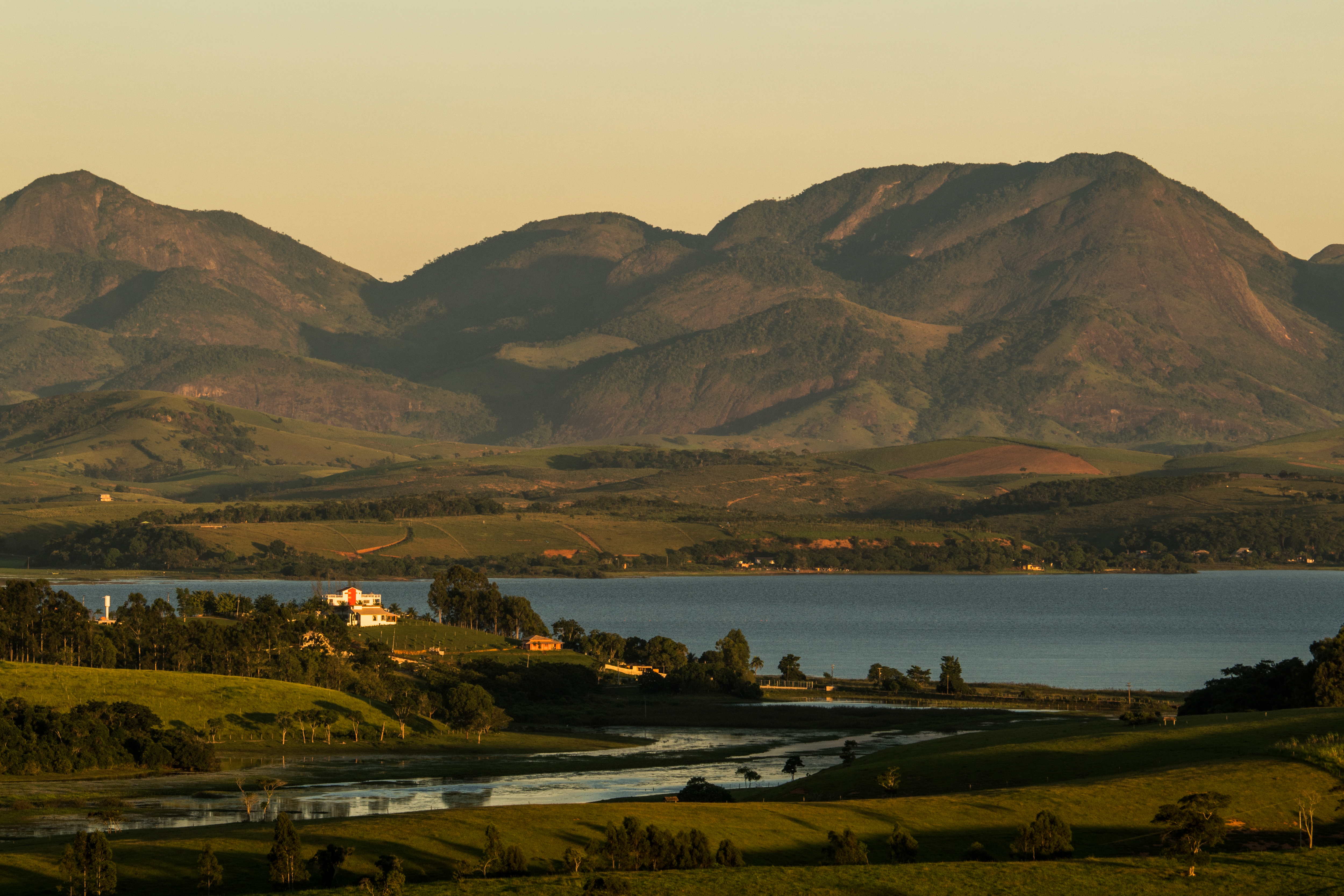
Amanhecer na Lagoa de Cima e ao fundo as Serras do Parque Estadual do Desengano.